# متحف غوغنهايم والإرميتاج
متحف غوغنهايم والإرميتاج هو مشروع مشترك بين الحكومة الليتوانية ومتحف الإرميتاج الشهير في روسيا ومتحف غوغنهايم في أمريكا تحت اسم غوغنايهم والإرميتاج، وتم الإعلان عن افتتاحه عام 2013. ولهذا المتحف عدة مراكز في العديد من دول العالم مثل الولايات المتحدة الأمريكية، وتحديدًا في نيويورك لفرانك لويد، وكذلك في إسبانيا لفرانك جيري. كما أنه له فروع أخرى في برلين وفينيسا وأبو ظبي بالاسم نفسه. ترتبط جميع تلك المتاحف بصفة مشتركة واحدة، ألا وهي أنها صممت جميعها من مهندسين يعتمدون الأسلوب التفكيكي الحديث غير الملتزم بشكل هندسي محدد.
يأتي المبنى بالسمات المميزة لتصاميم زها حديد في الانسيابية والسرعة والخفة، فقد اختارت حديد أن يكون تصميم متحف غوغنهايم فيلنيوس على شكل كبسولة فضاء غريبة. ويظهر التصميم وكأنه كائن مائي يطفو فوق المساحات الخضراء المحيطة به تحاكي النهر المجاور له أو سفينة عملاقة تنتظر البحر ليأخذها إلى عالم الخيال، خاصة أن المبنى قد هيأ نفسه لاستقبال المياه، ولذلك يظهر وكأنه تحدى الجاذبية، معلنًا أن انفصاله عن الأرض بات وشيكًا ويمكن حدوث ذلك في أي لحظة. وهدف ذلك التصميم إلى خلق صورة من التناغم بين المتحف المفعم بالحيوية والحداثة، وبين الطبيعة والمناطق الخضراء والنهر من جهة أخرى.
يُعطي التصميم الداخلي الخاص شعورًا بالتطور والحداثة في نمط التصميم، وخصوصًا بوجود تلك الفتحات حول المتحف والمتناغمة مع جدرانه، بالإضافة إلى الفرش الداخلي المشتق من روح تصميم البناء، وكذلك بهدوء وبساطة الألوان المستخدمة في القاعات. أما الخطوط المنحنية للمبنى، فإنها تحاكي خطوطه الموتورة والممدودة، وتخلق بذلك وجودًا صوفيًا مغايرًا لخط الأفق العمودي للمنطقة التجارية في فيلنيوس. وتكلف هذا المشروع تقريبًا 260 مليون ليتاس، أي ما يعادل 117 مليون دولار، وكان خطوة هامة لجذب السياح إلى ليتوانيا.
بعد منافسة كبيرة مع دانييل ليبيسكيند وماسيميليانو فوكساس، استحقت حديد جائزة بريتزكر في العام 2008، تقديرًا لابداعها في تصميم صرح حضاري مماثل.